# 索姆河戰役首日
1916年7月1日的索姆河戰役首日是阿爾貝戰役的開戰首日，也就是英法聯軍初階段的進攻行動，但後來卻成為舉世聞名的索姆河戰役。這一天的時間點剛好就是第一次世界大戰的中間，也是英國陸軍史上最血腥的一天，因為有57470人的傷亡（其中有19240人陣亡或因傷死亡）
對許多人而言，在這一天當中有大量成排的步兵被德軍機槍射倒在地而成為戰爭徒勞和犧牲的象徵。當這一天標誌著四個半月消耗戰的開端時，也因為如此大量的傷亡讓往後的日子相形見絀。艾伯特戰役持續到7月13日，也就在下一次主要進攻巴藏丹田壟戰役的前夕。

## 戰役首日的象徵意義
這場戰役是由英國遠征軍發動的主要進攻並且投入了大量以營為單位的基奇納伯爵新軍。包括了許多在1914年8月由基奇納伯爵徵招而來的志願者所組成的Pals營。在這些營之中慘重的傷亡造成了當初組成的成員間高度的關注。
戰役首日的獨特在於英國陸軍代表團幾乎全部是從不列顛和愛爾蘭來的。在1915年早期，加拿大的師團已經在英軍戰役扮演顯著的角色並且在索姆河戰役緩慢進行時，紐澳軍和南非軍亦參加了徵召。但在這個首日中於英軍防區進攻的非英國人軍隊只是小單位的百慕達和紐芬蘭人。(南非步兵旅和一個印度騎兵師顛倒了過來並且加拿大砲兵也參與了砲擊。)
對於紐芬蘭人來說，索姆河戰役首日改變了這個島的歷史。因為紐芬蘭在當時仍是大英帝國的殖民地-紐芬蘭在1949年以前都不屬於加拿大邦聯——在戰役首日皇家紐芬蘭軍團是隸屬於英軍第四師而非加拿大軍並且被分派到協約國的另一部分防線上執勤。這個軍團在博蒙阿梅爾鎮失敗的進攻行動中幾乎被殲滅殆盡，承受了90%的傷亡率。許多紐芬蘭人相信這些充滿希望的年輕人突然殞命終結了紐芬蘭最終獨立的夢想。在戰後，紐芬蘭政府買下了當年軍團進攻地點40英畝的土地並建立了博蒙阿梅爾紐芬蘭紀念碑來紀念陣亡的軍人。雖然現今7月1日是加拿大人的國慶日但也是紐芬蘭人與拉布拉多人緬懷陣亡軍人的共同紀念日。

## 計畫
1916年，英国新军的出现彻底改变了英国方面在1915年根本无力发动任何有效的进攻的局面。这支部队是由无数志愿者组成，在进入实战之前已经进行过一定的军事训练。他们计划先袭击亚眠和佩隆那之间的索姆河北段的皮卡第，然后与骑兵部队会合，将德国防线撕开一个裂口，并趁机拓宽自己的阵地。原本要参加此行动的大部分法军因为要增援凡尔登战役而被迫退出，于是，战斗的重担就全部落在了英国军队的肩上

## 戰爭準備

### 砲兵
在計畫中預訂進行8天的轟炸。第四軍擁有1010門野戰砲、182門重型火砲和245門榴彈砲加上法軍的100門火砲與榴彈砲。那時的戰場上只有6門15英寸火炮。雖然火炮的數量比之前英軍戰鬥時還要多，然而炮陣所要面對的轟炸目標卻更加寬廣而顯得不足。為了要轟炸敵軍的戰壕，砲兵得擊毀帶刺鐵絲網和經由反砲兵射擊來消滅敵方砲火。
在這7天中，英軍砲兵將發射超過一百五十萬發砲彈，超過了英軍在一戰前期12個月的發射總量。在攻擊日當天還會再發射25萬發砲彈。如此大規模的轟炸讓人甚至能在300哩外倫敦的漢普斯特德荒野公園都能聽得到。如此驚人的轟炸對英軍而言是第一次但在一戰中卻不新奇。在1915年5月法軍的第二次阿圖瓦戰役中就進行了6天的轟炸並發射了超過兩百一十萬發砲彈。
在索姆河戰役中，英軍的砲彈生產量自從1915年的砲彈醜聞之後開始增加，但品質差因此許多砲彈頭不會爆炸。並且榴散彈彈對高爆彈的比例極高；榴散彈對戰壕設施幾乎沒有作用而且也需要精確的引信才能有效切斷鐵絲網。

### 步兵戰術
對於戰鬥更重要的是罗林森將軍的參謀發表了一本指導小冊子Fourth Army Tactical Notes推薦步兵所該使用的突襲戰術。手冊中詳細說明了營隊應以一波兩個排，士兵之間間隔5碼，進攻正面寬400碼的敵陣。一個營因此要發動進攻8波（一個連2波）加上額外對營隊司令部和擔架搬運工的波勢。進攻波勢會以每分鐘50碼的穩定步行速度行進。
第一波進攻的士兵需要攜帶70磅(32公斤)的裝備，包括了步槍、刺刀、彈藥、兩顆手榴彈、掘壕工具、空的沙袋、鐵絲網剪、照明彈等等。最後一波的士兵應攜帶用來鞏固奪下的戰壕的隨身用具像是有刺鐵絲網和木樁。

## 戰役結果
失败原因
英法联军的野战炮数量有限，而且炮弹的威力也弱得离谱，而没有给德军防御工事造成有效的打击。只有高爆弹才能破坏的铁丝网和战壕裡的防空洞，但英军竟然用了混杂了很多哑弹的榴霰弹去打。
道格拉斯·黑格根本没准备第二套方案来应对7月1日的失败。而根据当时的通讯效率,无论战场前线形势如何变换，当传回指挥部时已是过时的；同样的，无论他发出怎样的指令，等传回前线时也不可能再适应战局了。

### 勳章
以下人士在1916年7月1日這一天因為勇於面對敵軍而獲頒最高與最知名的獎項-維多利亞十字勳章。